# José Cardona
José Enrique Gutiérrez Cardona (Potrerillos, 27 febbraio 1939 – San Pedro Sula, 30 gennaio 2013) è stato un calciatore honduregno.
È scomparso nel 2013 all'età di 73 anni a seguito di un attacco cardiaco causato da ipoglicemia.

## Carriera
Dopo una trafila nelle squadre honduregne dell'Hibueras e del Real Club Deportivo España, Cardona passa nel 1957 ai portoghesi del Lusitano de Ebora. Dopo due stagioni in Portogallo viene acquistato dagli spagnoli del Valencia. Poiché, però, i bianconeri con l'arrivo di Cardona avrebbero superato il numero massimo di stranieri in rosa consentito, l'honduregno viene dato in prestito all'Elche. Coi biancoverdi gioca quattro stagioni della Liga, collezionando 24 goal in 89 presenze.
Nel 1964 Cardona passa all'Atlético Madrid. Coi colchoneros vince subito la Copa del Generalísimo (suo il goal della vittoria nella finale contro il Real Saragozza) e il titolo spagnolo nella stagione 1965-66.
Nel 1969 guida la nazionale honduregna nelle qualificazioni ai mondiali di Messico '70. Il cammino si interrompe in semifinale, dove l'Honduras viene eliminato da El Salvador, nel confronto che sarà da preludio alla guerra del calcio tra i due Paesi.

## Palmarès

### Club

#### Competizioni nazionali
- Campionato spagnolo: 1

Atlético Madrid: 1965-1966
- Coppa di Spagna: 1

Atlético Madrid: 1964-1965